# Zoutpannen van Maras

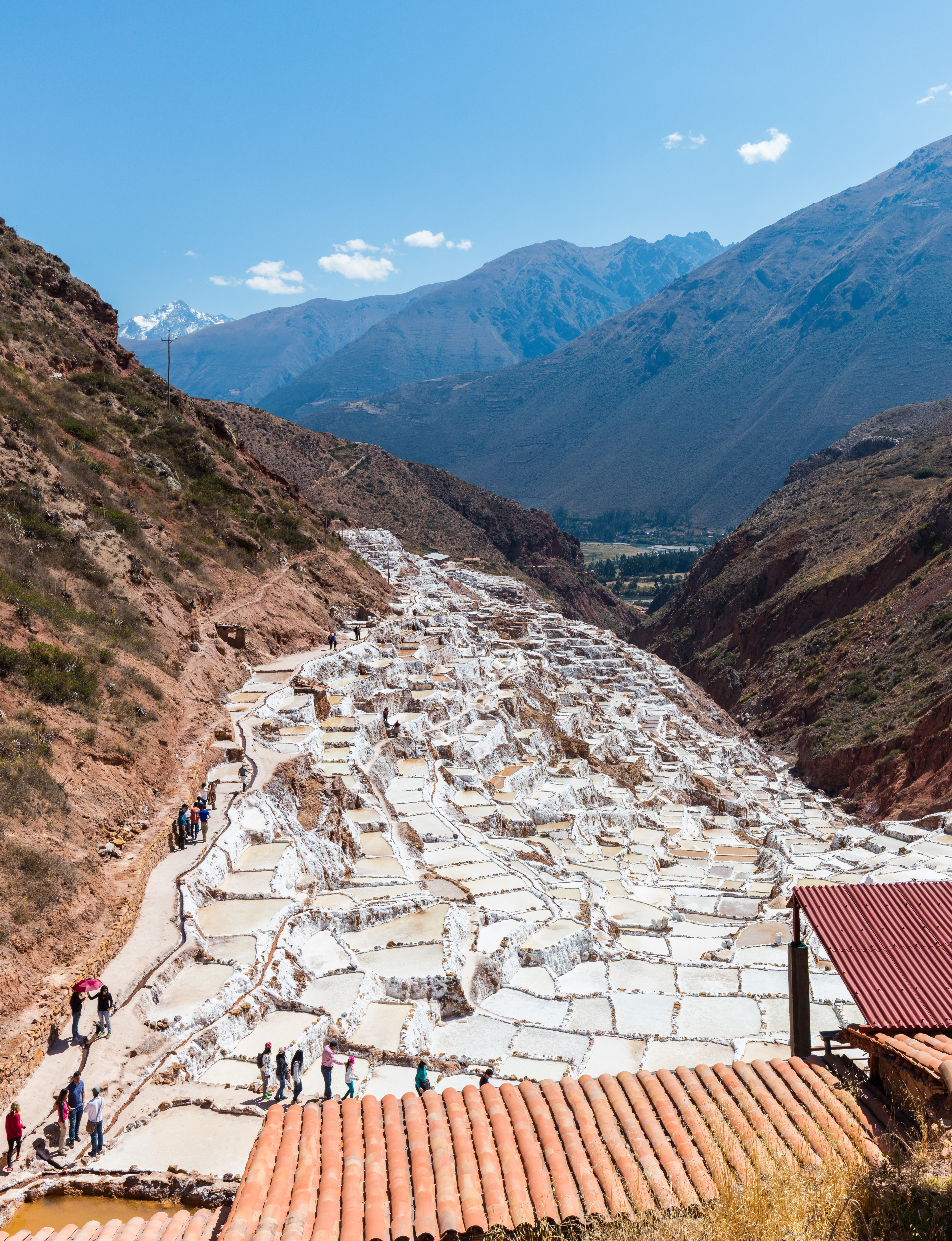
Zoutpannen bij Maras met op de achtergrond de heilige vallei

De zoutpannen van Maras zijn een zoutwinningsplaats die gelegen is op zo'n 3500 meter hoogte in het Andesgebergte van Peru.

## Locatie
De zoutpannen zijn gelegen in het district Maras in een zijdal van de Urubambavallei, de heilige vallei van de Inca's in het Andesgebergte van Peru. Hier in de heilige vallei was vroeger het centrum van het Incaimperium. Het zout wordt op zo’n 3500 meter hoogte gewonnen door de lokale bevolking. De locatie is een toeristische trekpleister en er zijn winkels waar het zout aan de toeristen verkocht wordt. Mogelijk zijn de zoutpannen zeer oud.

## Zoutwinning

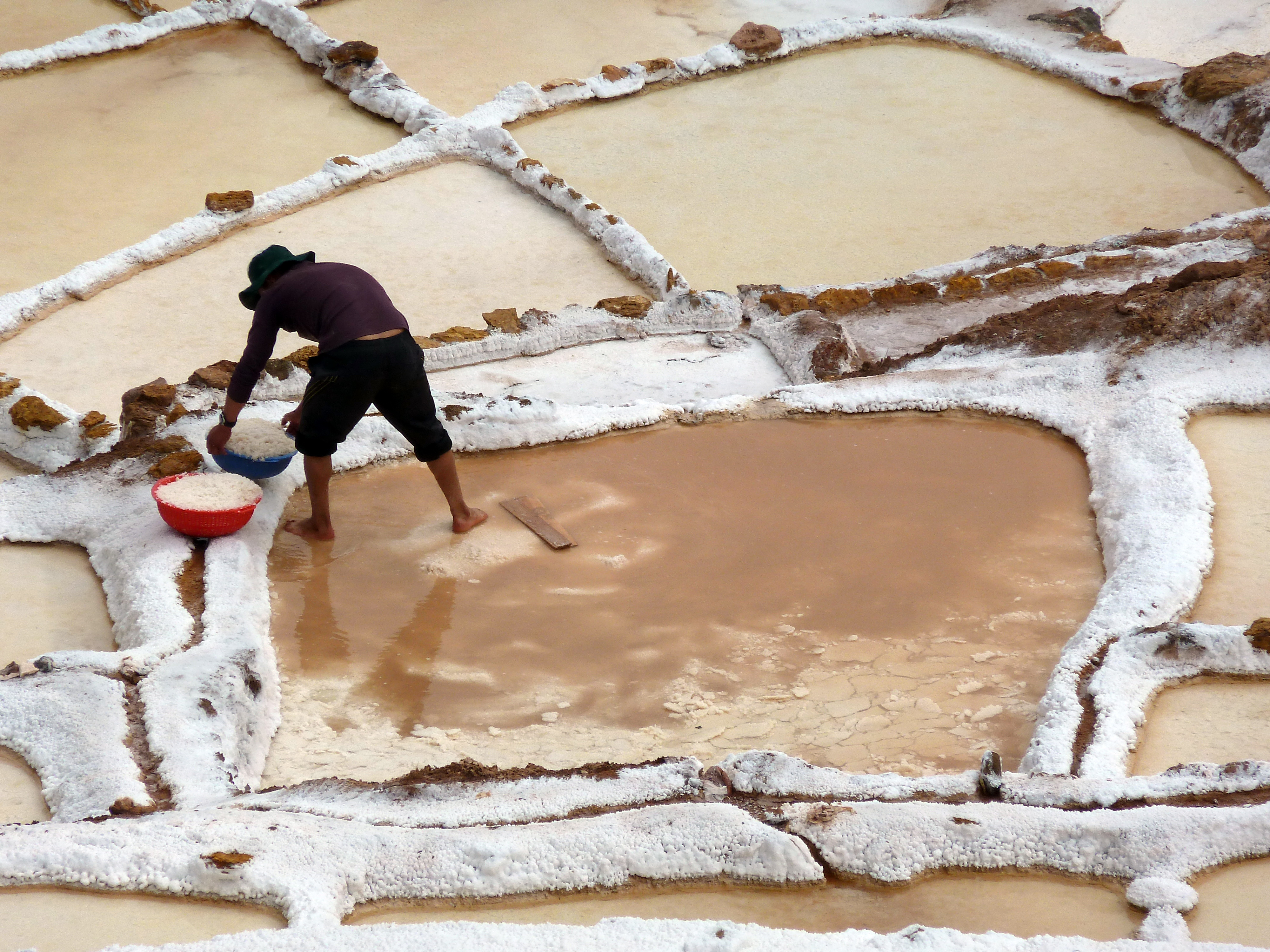
De winning van het zout

Bij Maras is een bron waar water met een hoog zoutgehalte van 258 g/liter aan de oppervlakte komt. De temperatuur van het water bedraagt ca. 25 °C. Mogelijk is het water afkomstig van het Huaypomeer, dat 500 meter hoger ligt dan de bron bij Maras. Het water zou vanuit de bodem van dat meer door zoutlagen in de bodem stromen waardoor de zoutconcentratie hoger wordt.
Het water uit de bron wordt door een stelsel van kleine kanaaltjes naar de zoutpannen geleid. Als een pan is volgestroomd met een laag water van ca. 3 cm hoogte wordt de toevoer afgesloten; vervolgens verdampt het zoute water in tien dagen door de zon en wind, en blijven de zoutkristallen achter. Dit proces wordt een aantal maal herhaald, totdat er een zoutlaag in de pan aanwezig is van 5–10 cm dikte. Dan is er voldoende zout neergeslagen, het droogt in en kan worden gewonnen. De zoutwerkers maken het zout stuk met een houten stok en laten het laatste water afvloeien en laten het zout drogen in manden. Ook wordt het zout nog extra gereinigd met water. Als de zoutpan is leeggehaald begint het proces opnieuw. De winnigsperiode van zout loopt elk jaar van mei tot oktober en stopt in het regenseizoen.
Er zijn 3000 - 4000 zoutpannen die over het algemeen 35 – 40 m2 groot zijn en niet dieper dan 30 cm. De zoutwaterstroom naar de zoutpannen wordt gereguleerd door zoutwerkers. De ligging van de zoutpannen is steeds iets lager zodat het water alle zoutpannen kan bereiken. Het onderhoud van de watertoevoerwegen, de zijwanden van de zoutpannen en de openingen daarin, de bodem van de zoutpannen en het 'oogsten' van het neergeslagen zout gebeurt in samenwerking.
Jaarlijks wordt in totaal 160-200 ton zout gewonnen. De opbrengst per zoutpan per keer bedraagt ca. 150 kg.

## Lokale bevolking
De zoutpannen zijn het bezit van lokale families in de regio, ze worden vaak van generatie op generatie doorgegeven. De winning van zout zorgt voor een belangrijk deel van hun bestaansinkomen. Zo werd het gewonnen zout onder andere gebruikt voor likstenen voor vee. Begin eenentwintigste eeuw zijn de zoutpannen in het bezit van 700-800 gezinnen.
Traditioneel zijn de zoutpannen beschikbaar voor elke persoon die zout wil winnen. Zij moeten echter wel lid zijn van de gemeenschap. Nieuwe families krijgen een zoutpan toegewezen die het verst van de gemeenschap afligt. De afmetingen van een zoutpan die een familie krijgt toegewezen hangt af van de grootte van de familie. Er zijn meestal genoeg ongebruikte zoutpannen beschikbaar. Een nieuweling kan een lege zoutpan uitzoeken, zich laten informeren door de huidige informele coöperatie, leren hoe de zoutpan te onderhouden, en beginnen met het werk.

## Samenstelling van het zout
Het gewonnen zout bevat 84 mineralen en sporenelementen waaronder ijzer, magnesium en zink, maar bevat vooral relatief grote hoeveelheden calcium en zwavel. Dit kan duiden op een oorsprong van in de aardkorst voorkomende bronnen gips, dolomiet en calciet. Er wordt bij de traditionele zoutwinning in Maras geen moeite gedaan deze verontreinigingen uit het zout te verwijderen, zoals in veel andere moderne zoutpannen wel gebeurt.
De balans van deze mineralen geeft het zijn kleur en smaak. De kleur varieert van wit tot licht roodachtig of bruin. De kleur wordt vooral veroorzaakt door de ijzerverbindingen in het zout. Het zout wordt uit meerdere lagen gewonnen tijdens het winningsproces. Het keukenzout wordt uit de bovenste lagen van de zoutpan gehaald. De bovenste laag heet ook wel "flor de sal" en is wit van kleur. De middelste laag is meer ivorig en licht roze van kleur. Uit de onderste lagen wordt het badzout gehaald; dit is roodbruin van kleur.

## Handel in het zout
Het zout wordt in verschillende Europese landen verhandeld onder namen als "Inca zout," "Inca mineraalzout," "Inca bronzout" of "Inca zonnezout." Er bestaat echter geen hard bewijs dat de Inca's hier in de precolumbiaanse periode al zout wonnen.